# Burg Nordhorn
Die Burg Nordhorn ist eine abgegangene spätmittelalterliche Wasserburg der Grafschaft Bentheim am Westrand der Nordhorner Altstadt im niedersächsischen Landkreis Grafschaft Bentheim an der Vechte.

## Beschreibung
Die Burg lag auf einer Insel in der Vechte, war aber zusätzlich noch von einem Wassergraben umgeben. Über ihre Ursprünge existieren viele Spekulationen, aber wenig gesicherte Fakten. Alter und Erbauer der Anlage sind unbekannt. Wahrscheinlich ist eine Entstehung zu Beginn des 14. Jahrhunderts, ähnlich wie die Burg Dinkelrode. Die Ersterwähnung erfolgte 1578, als Graf Arnold II. von Bentheim die Burg an das Kloster Frenswegen verkaufte. Das Chorherren stellten anschließend die verfallene Anlage wieder her und richteten im dortigen Residenzgebäude eine Wohnung ein. Daneben soll noch ein Jäger- und Viehhaus auf der Insel vorhanden gewesen sein. 1628 wurde die Anlage noch ausdrücklich als „Burg“ bezeichnet. 1641 beschwerte sich der Graf von Bentheim, dass die Mönche eine Kapelle errichteten und die Befestigung ausbauten. 1712 wurde auf dem Burggelände eine kleine Kirche errichtet. 1811 verkauften die damals die Herrschaft besitzenden Franzosen das Burggelände an Privathand, die Kirche blieb aber in Gemeindebesitz. 1824 wurde das Residenzgebäude nach Erwerb durch die katholische Gemeinde vollends zur Kirche umgestaltet. 1889 wurde der Burggraben zugeschüttet. Wegen stetiger Vergrößerung der Mitgliederzahl der Gemeinde wurden von 1911 bis 1913 beide Kirchen abgerissen und durch einen Neubau ersetzt.